# فيكتور ماركيتي (مخبر)
فيكتور ليو ماركيتي الابن (بالإنجليزية: Victor Marchetti)‏ (23 ديسمبر 1929- 19 أكتوبر 2018) مساعد نائب مدير وكالة الاستخبارات المركزية والذي أصبح في ما بعد ناقدًا بارزًا لوحدة الاستخبارات الأمريكية واللوبي الإسرائيلي في الولايات المتحدة.

## النشأة والخلفية
وُلد ماركيتي في هازليتون، بنسيلفانيا. شغل منصب عريف في مخابرات الجيش الأمريكي في فرنسا وألمانيا من عام 1951 حتى عام 1953. التحق بجامعة ولاية بنسيلفانيا بعد عودته إلى الولايات المتحدة وانتهاء خدمته العسكرية إذ تخصص بدراسات المناطق الروسية وتخرج بدرجة بكالوريوس في التاريخ في عام 1955.

## المسيرة المهنية في وكالة الاستخبارات المركزية
انضم ماركيتي بعد عدة أشهر من العمل كمحلل في وكالة الأمن القومي إلى وكالة الاستخبارات المركزية في أكتوبر عام 1955. بدأ حياته المهنية كمحلل في مكتب الأبحاث والتقارير، أنهى مدة خدمته في مكتب التقديرات القومية (أو إن إي).
انتقل ماركيتي من مكتب التقديرات القومية إلى مكتب التخطيط والبرمجة وإعداد الموازنة في عام 1966 حيث عمل هناك لمدة سنتين. ابتداء من يوليو عام 1968 عمل لمدة تسعة أشهر كمساعد خاص لنائب مدير وكالة الاستخبارات المركزية روفوس تايلور. آخر منصب شغله في الوكالة كان في فريق التخطيط والبرمجة والموازنة في المركز الوطني لتفسير الصور الفوتوغرافية. من بين المشاريع التي كان مشاركًا بها عمله على إنشاء المحطة الفضائية الأرضية باين غاب بالقرب من أليس سبرينغز في وسط أستراليا.
في سبتمبر، استقال ماركيتي من وكالة الاستخبارات المركزية.

## مهنة الكتابة
بدأ ماركيتي مهنة الكتابة بعد استقالته من وكالة الاستخبارات المركزية. كان أول عمل له هو رواية باسم راقصة الحبل نُشرت في عام 1971. تتضمن حبكة الرواية ضابطًا في وكالة الاستخبارات المركزية يصبح جاسوسًا في الاتحاد السوفييتي. أعلن ماركيتي خلال ترويجه لروايته في المناسبات العامة أنه كان يكتب عملًا غير خيالي عن وكالة الاستخبارات المركزية. في مارس عام 1972 أنهى كتابة مسودة مقالة لمجلة إيسكوير والتي تضمنت «أسماء عملاء وعلاقاتهم مع حكومات بذكر أسمائها، وذكر تفاصيل عن عمليات جارية». تلقّت وكالة الاستخبارات المركزية نسخة من المقالة وقررت طلب إصدار أمر قضائي ضد نشره.
كان المبدأ الأساسي في طلب إصدار أمر قضائي ضد ماركيتي هو اتفاق السرية الذي وقعه عندما بدأ العمل في وكالة الاستخبارات المركزية. قدمت وكالة الاستخبارات المركزية الاتفاقية والأجزاء من مسودة المقالة التي اعتبرتها منتهكة للاتفاقية إلى القاضي ألبرت ف.برايان الابن في المحكمة الأمريكية العليا في فيرجينيا الشرقية وقد منحهم أمر حجز مؤقت في أبريل عام 1972. بدأت محاكمة القضية التي حكم فيها برايان لصالح وكالة الاستخبارات المركزية وأصدر أمرًا قضائيًا دائمًا يطلب فيه من ماركيتي إرسال كتاباته إلى وكالة الاستخبارات المركزية لمراجعتها قبل النشر.
استأنف ماركيتي الأمر القضائي في دائرة المحكمة الرابعة للاستئناف التي أيدت قرار برايان بالحجز لكنها حصرته في المواد السرية. وحكمت محكمة الاستئناف بحق ماركيتي في إعادة مراجعة المواد التي قدمها إلى وكالة الاستخبارات المركزية في الوقت المناسب. قدم ماركيتي طعنًا من جديد إلى المحكمة الأمريكية العليا، لكن المحكمة رفضت طعن ماركيتي في ديسمبر عام 1972.
تابع ماركيتي العمل على كتابه مع المؤلف المشارك جون د.ماركس، ووقع عقد الكتاب مع الناشر ألفريد أ.نوبف. أرسلوا مخطوطاتهم المطبوعة إلى وكالة الاستخبارات المركزية في أغسطس عام 1973. ردت وكالة الاستخبارات المركزية بعد مراجعة المخطوطات بقائمة من 339 مقطعًا، وادّعت أنها معلومات سرية وطلبت حذفها. رفض كل من ماركيتي وماركس الطلب وأشارا إلى أنهما سيذهبان إلى المحكمة لطباعة المخطوطة كما هي مكتوبة. بعدها تراجعت وكالة الاستخبارات المركزية إلى 171 مقطعًا ولكنها أصرت على موقفها بالنسبة للـ 168 الباقية.
عُقدت المحاكمة مجددًا أمام القاضي برايان. مع ذلك رفض جميع عمليات الحذف هذه المرة ما عدا 26 منها طلبتها وكالة الاستخبارات المركزية على أساس أن المعلومات الواردة فيها لم تُصنّف بشكل صحيح أو مناسب. طعنت وكالة الاستخبارات المركزية بحكم برايان وفي نهاية المطاف أيدت دائرة المحكمة الرابعة للاستئناف كل عمليات الحذف البالغ عددها 168. نُشر الكتاب بواسطة الناشر نوبف في عام 1974 تحت عنوان »وكالة الاستخبارات المركزية وعقيدة المخابرات«. طُبع مع فراغات مكان المقاطع المحذوفة ونوع خط عريض للـ171 عملية حذف التي طلبتها وكالة الاستخبارات المركزية في الأصل وسحبتها لاحقًا.

### الكتابة لاحقًا
نشر ماركيتي عام 1978 مقالًا عن اغتيال جون ف.كينيدي في صحيفة سبوتلايت (بقعة ضوء) التابعة لمنظمة لوبي الحرية اليمينية المتطرفة والمعادية للسامية. ادعى ماركيتي أحد مؤيدي فكرة الجريمة المنظمة ونظرية مؤامرة وكالة الاستخبارات المركزية أن لجنة المجلس المختارة للتحقيق بالاغتيالات أصدرت مذكرة من وكالة الاستخبارات المركزية من عام 1996 ذكرت فيها أسماء هاورد هانت وفرانك ستورغيز وجيري باتريك هيمينغ في عملية اغتيال جون ف.كينيدي. ادعى ماركيتي أيضًا أن ماريتا لورنز عرضت أن تدلي بشهادتها تحت القسم لتأكيد ذلك. صرّحت لجنة مجلس التحقيق في الاغتيالات أنها لم تتلقى مذكرة كهذه ورفضت النظريات التي تقول أن هانت كان متورطًا في مؤامرة لقتل كينيدي.
في عام 1981 رفع هاورد هانت قضية ضد منظمة لوبي الحرية وماركيتي بسبب التشهير وربح 650 ألف دولار كتعويض. استأنفت منظمة لوبي الحرية التي يمثلها المحامي مارك لين الحكم. في 1 فبراير عام 1985 صرح ماركيتي بأن الأجزاء الرئيسية من مقالته كانت مستندة على شائعات سمعها من كاتب عمود في بينثهاوس اسمه بيل كورسون وبأنه لم يكن لديه أي دليل على قصة كورسون. كان كورسون قد قدم شهادة سابقة وضح فيها أنه لم يناقش الشائعات مع ماركيتي. ربح ماركيتي ولوبي الحرية ولين الاستئناف عام 1985. وفي تعليق تبع ذلك، رفض اثنان من المحلفين أن تكون نظريات المؤامرة التي قدمها لين قد أثرت على الحكم.
يكشف كتاب لين الذي أُصدر عام 1991 «الرفض المعقول» أكثر عن الادعاءات التي قدمها في المحكمة.

## حياته الشخصية ووفاته
عانى ماركيتي في سنواته الأخيرة من الخرف. توفي في منزله في آشبورن، فيرجينيا عن عمر يناهز 88 عامًا.